# S100A7A
S100A7A (англ. S100 calcium binding protein A7A) – білок, який кодується однойменним геном, розташованим у людей на короткому плечі 1-ї хромосоми.  Довжина поліпептидного ланцюга білка становить 101 амінокислот, а молекулярна маса — 11 305.
| 10         |  | 20         |  | 30         |  | 40         |  | 50         |
| ---------- |  | ---------- |  | ---------- |  | ---------- |  | ---------- |
| MSNTQAERSI |  | IGMIDMFHKY |  | TGRDGKIEKP |  | SLLTMMKENF |  | PNFLSACDKK |
| GIHYLATVFE |  | KKDKNEDKKI |  | DFSEFLSLLG |  | DIAADYHKQS |  | HGAAPCSGGS |
| Q          |  |            |  |            |  |            |  |            |

A: Аланін

C: Цистеїн

D: Аспарагінова кислота

E: Глутамінова кислота

F: Фенілаланін

G: Гліцин

H: Гістидин

I: Ізолейцин

K: Лізин

L: Лейцин

M: Метіонін

N: Аспарагін

P: Пролін

Q: Глутамін

R: Аргінін

S: Серин

T: Треонін

V: Валін

Задіяний у таких біологічних процесах як поліморфізм, ацетиляція. 
Білок має сайт для зв'язування з іонами металів, іоном цинку, іоном кальцію. 
Локалізований у цитоплазмі.